# Алеутские острова
Алеу́тские острова́ (англ. Aleutian Islands, алеут. Unangam Tanangin) — архипелаг вулканического происхождения, образующий дугу от юго-западной оконечности полуострова Аляска к основанию полуострова Камчатка. Острова ограничивают с юга Берингово море. Ныне находятся в составе американского штата Аляска.

## География
Архипелаг состоит из 110 островов и множества скал. Общая площадь составляет 17,7 тыс. км². Алеутские острова протянулись дугой по 52-54° с. ш. на 1740 км.
Архипелаг распадается на пять групп (перечислены с запада на восток):
- Ближние острова: Атту, Агатту и три острова Семичей;
- Крысьи острова: Булдырь, Кыска, Малая Кыска, Сегула, Крысий, Остров Хвостова, Пирамида, Остров Давыдова, Малый Ситкин, Амчитка, Семисопочный;
- Андреяновские острова: Горелый, Канага, Кагаласка, Адак, Танага, Атка, Амля, Сигуам и т. д.;
- Четырёхсопочные острова: Амукта, Чагулак, Юнаска, Херберт, Карлайл, Чугинадак, Уляга и Кагамил.
- Лисьи острова: Унимак, Акутан, Уналашка, Умнак и остров Богослова.

Отнесение Командорских островов к Алеутским является проблематичным (оно встречается в Энциклопедии Брокгауза и Ефрона, но не разделяется Большой Советской Энциклопедией). С другой стороны сохраняются попытки объединить Алеутские и Командорские острова в понятии Командорско-Алеутская гряда.
Архипелаг насчитывает 25 действующих вулканов, в том числе вулкан Шишалдина (2861 м), вулкан Всевидова (2149 м), Танага (1806 м), Большой Ситкин (1740 м), Горелый (1573 м), Канага (1307 м), вулкан Сегула (1153 м).
На берегах ряда островов есть низменные участки и удобные бухты.
Бухта Бечевина (52°03′ с.ш., 175°07′ з.д.) и мыс Бечевина (52°05′ с.ш., 175°02′ з.д.) названы в 1790 году И. И. Биллингсом по фамилии иркутского купца Ивана Бечевина.
Бухта Капитанская (53°53′ с.ш., 166°34′ з.д.) названа в честь капитана 1 ранга М. Д. Левашева (Левашова) (1738—1776), совершившего в 1768—1769 плавание к Алеутским островам.

Алеутские острова из космоса.
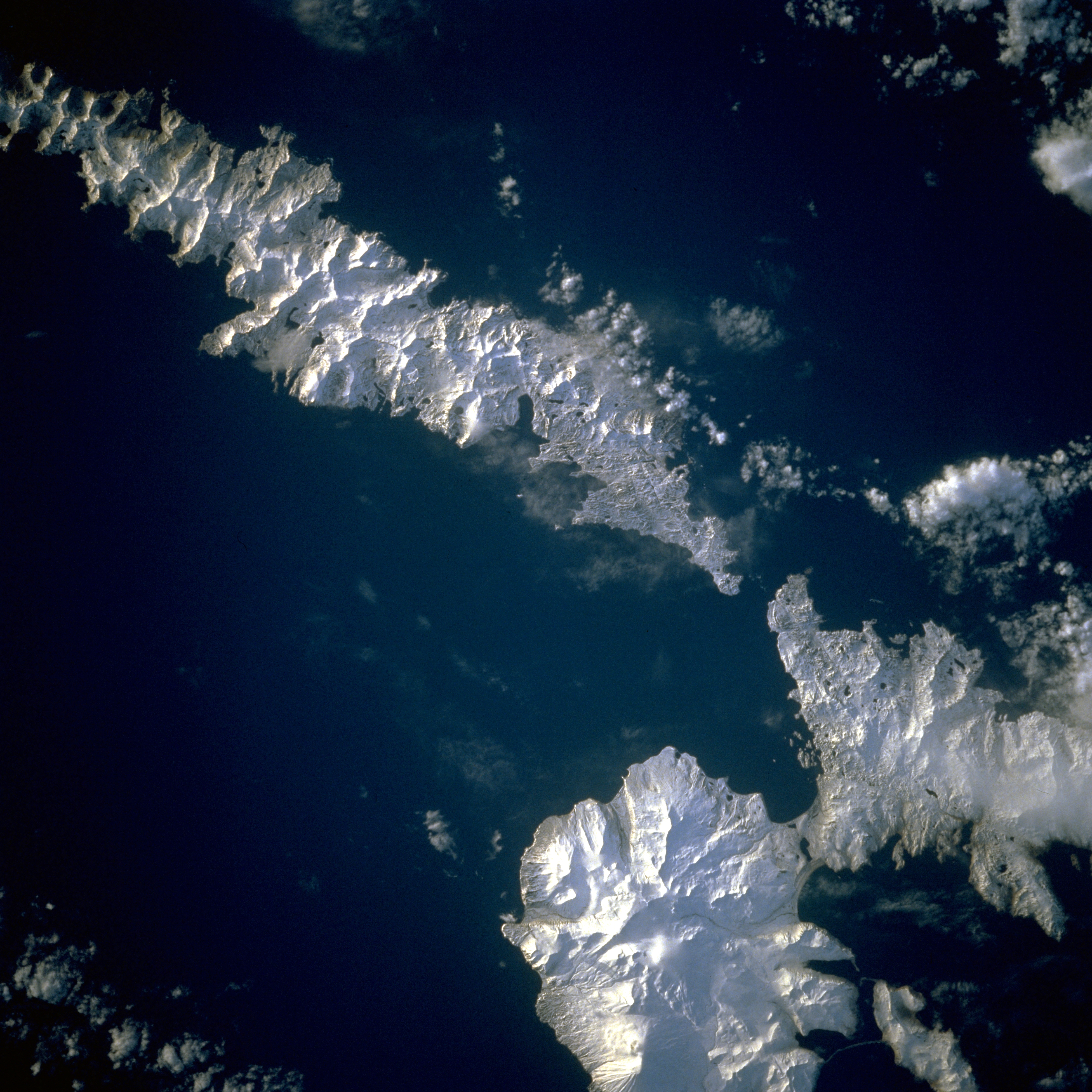
Фотография команды STS-56.
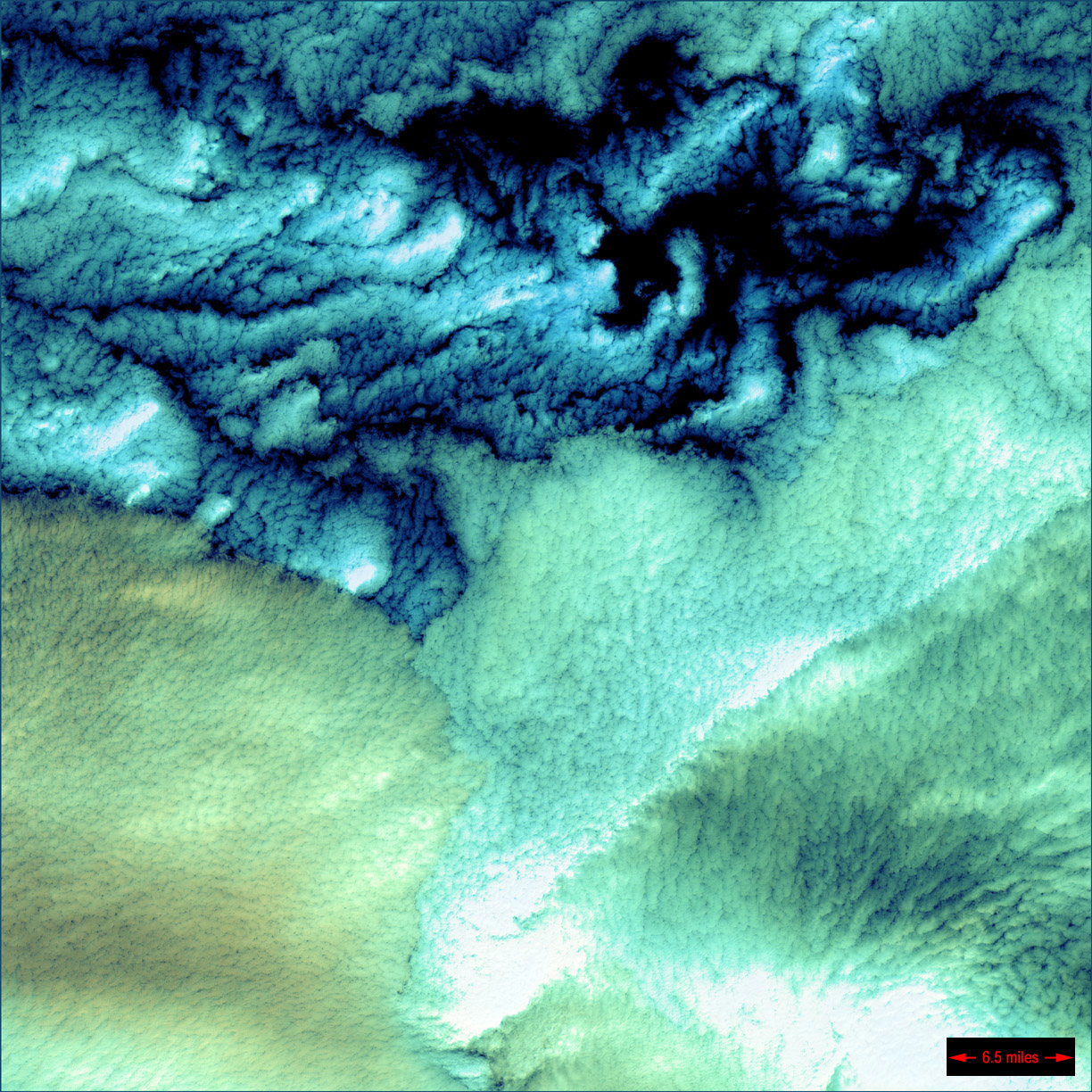
Облачность над западными Алеутскими островами.
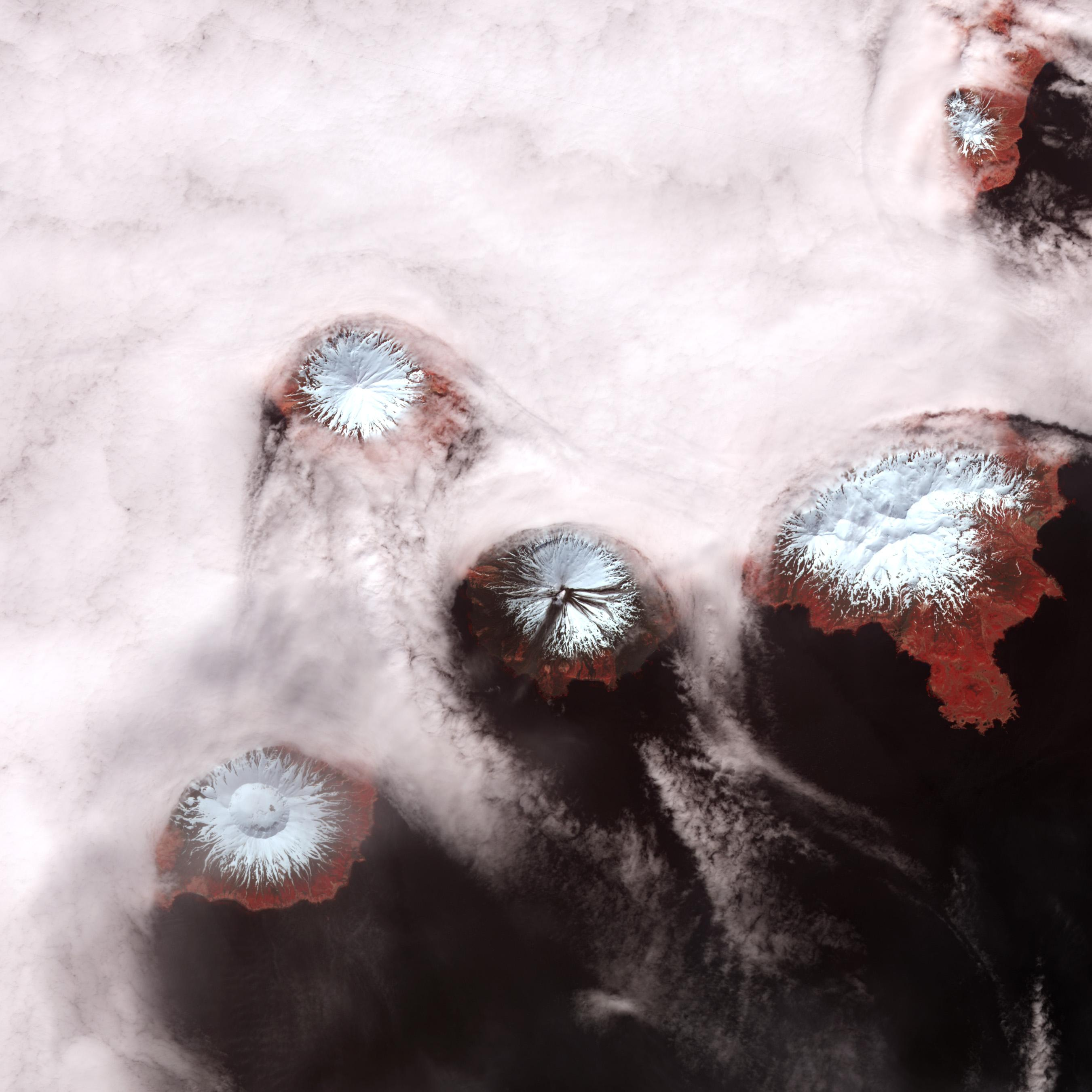
Фотография со спутника Terra.

## Климат
Климат морской субарктический океанический: средняя температура февраля −1,4 °C, августа +11,9 °C. Зимы мягкие, сырые и тёплые, с обильными снегопадами и частыми оттепелями, температура воздуха не опускается сильно ниже нуля. Среднегодовое количество осадков около 1500 мм, максимум приходится на холодное полугодие.
Зимой над островами формируется алеутский барический минимум. В это время здесь проходит арктический фронт, с которым связаны обильные снегопады, сильные ветры. Летом преобладает морской бореальный воздух, погода стоит сырая, с туманами, моросью.

## Растительность и животный мир
До высоты 100 м субарктические луга из злаков и разнотравья (арника уналашкинская) с небольшими зарослями ивняка (Ива арктическая); выше — верещатники, далее — гольцы и горные тундры.
До открытия европейцами острова были богаты пушным (песец, лисица) и морским зверем. Ныне лисица, морская выдра и сивуч почти полностью истреблены. На скалах — большие птичьи базары (берингийский песочник, канадская казарка).
C 1980 года почти все острова отнесены к Аляскинскому морскому национальному заповеднику.

## История
Впервые Алеутские острова были обнаружены в 1741 году участниками Второй Камчатской экспедиции Витуса Беринга и Алексея Чирикова, однако мореходы не причаливали к берегу и не высаживались на него, поскольку корабли торопились привезти умирающего Беринга на Камчатку.

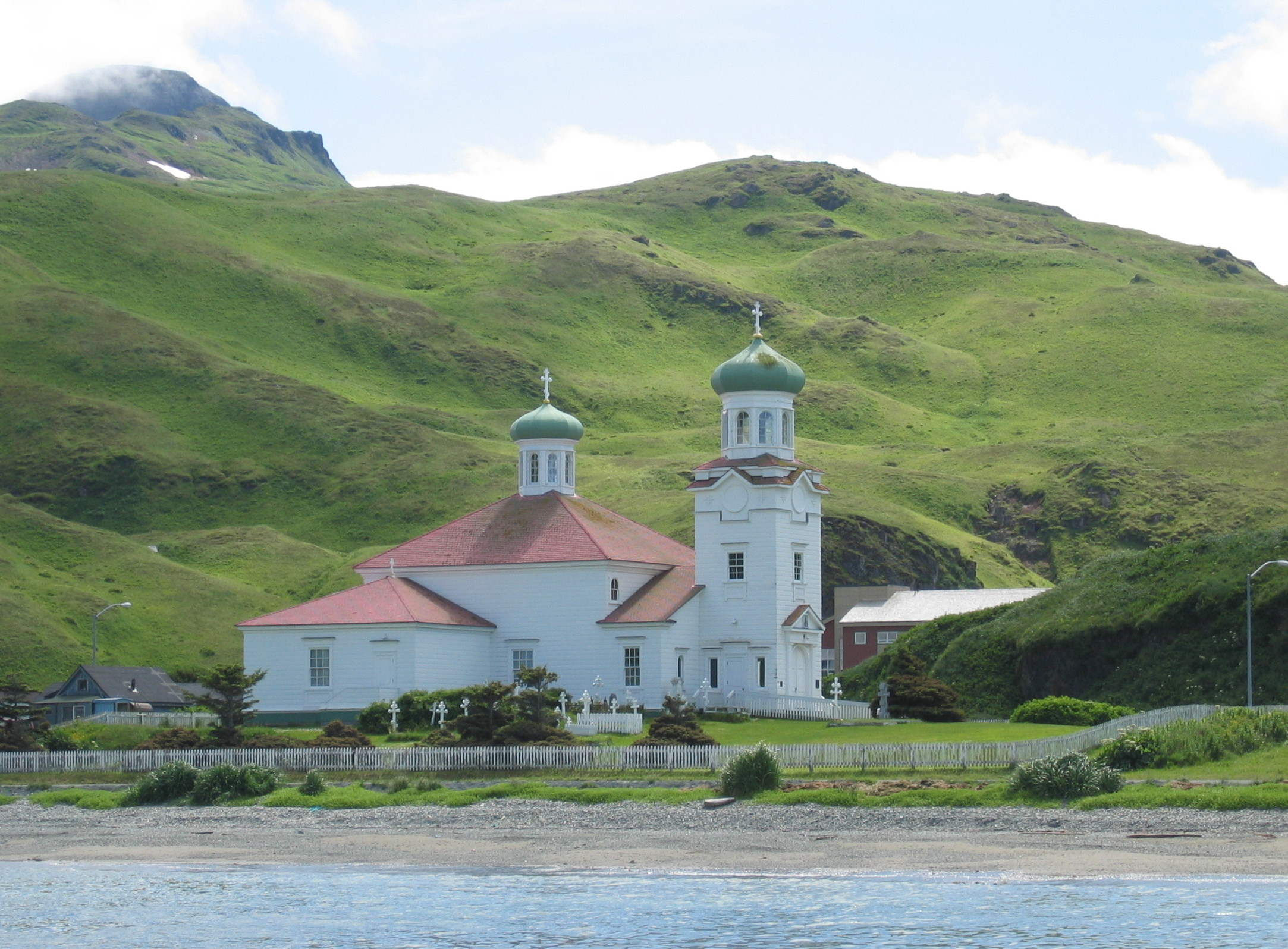
Православный храм на Уналашке

В 1745 году шитик «Св. Евдоким» компании купца А. Ф. Чебаевского, во главе с мореходом Михаилом Неводчиковым и передовщиком (начальником промышленников) Я. Чупровым, впервые вошёл в контакт с алеутами, населявшими так называемые Ближние острова. Устроившись на зимовку в бухте на острове Атту, промышленники из артели Л. Беляева разграбили и уничтожили два алеутских селения, оставив в живых только молодых женщин — «для услуг». Промышленники впоследствии оправдывались тем, что они приняли местных островитян за воинственных чукчей, которых опасались из-за их многочисленности и свирепого нрава. Эти объяснения, видимо, были приняты во внимание судом, состоявшимся над командой «Св. Евдокима» по её возвращении на Камчатку по доносу одного из промышленников. За «убийство и блудное воровство», как говорится в документах, часть из них во главе с Беляевым была осуждена камчатскими властями, но Чупрова с его товарищами оправдали.
В 1753 году русское судно «Св. Иеремия» причалило к острову Адак, в 1756 году — к острову Танага. В 1758 году бот «Св. Иулиан» под начальством морехода и передовщика Степана Глотова достиг острова Умнак из группы Лисьих островов. Три года провели промышленники на Умнаке и соседнем большом острове Уналашке, занимаясь промыслом и торговлей с местными жителями.
При освоении островов русскими промышленниками проявлялась жёсткость при сборе ясака по отношению к местному населению, которое оказывало сопротивление. Особенно значительным было восстание алеутов Лисьих островов в 1763—1765 годах, когда были почти полностью уничтожены экипажи четырёх купеческих судов. В результате карательного рейда промышленники под командой Степана Глотова уничтожили от 3 до 5 тысяч алеутов, включая женщин и детей.
В 1772 году на Уналашке было основано первое торговое русское поселение.
В 1794 году Алеутскими островами стала управлять Русско-американская торговая компания. В 1818 году с проверкой качества управления острова посетил правительственный ревизор, капитан 2-го ранга В. М. Головнин. По материалам инспекционной проверки был составлен документ «Записка о состоянии Алеут в селениях Русско-Американской компании», где, в частности, говорится о превращении местного населения в категорию зависимых каюров (аналог илотов), чьё занятие заключалось в зверобойном промысле, собирании ягод, участии в походах против диких народов.

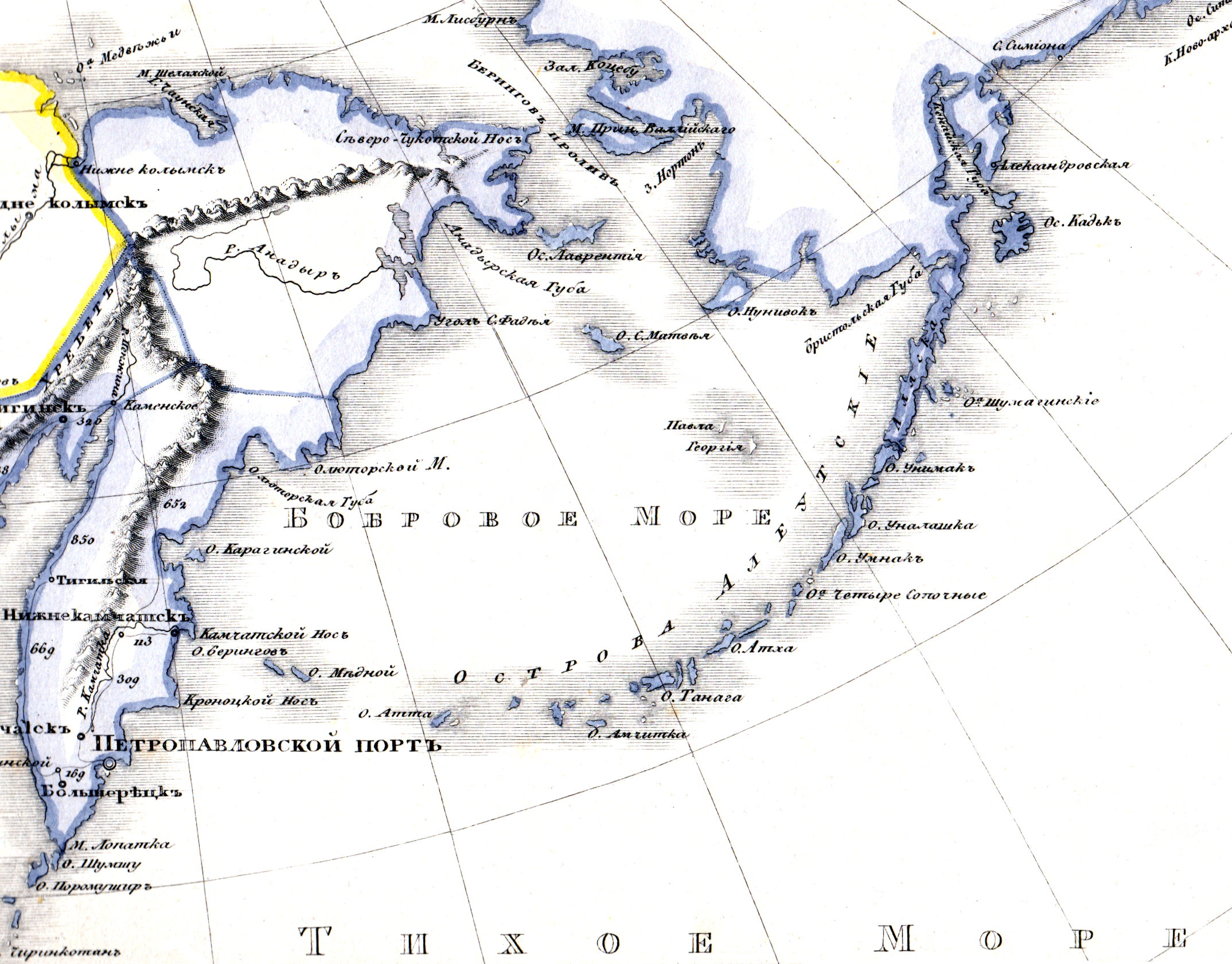
Алеутские острова на карте России 1833 года

Со сменой руководства Русско-Американской компании в 1820-х годах положение коренного населения островов начало улучшаться. Появились первые школы и больницы, однако поддержка социальной сферы колоний стала одной из важнейших причин экономических трудностей компании. В первую очередь это касалось обязанности снабжения населения колоний продовольствием (сюда же следует отнести выплату пенсий, помощь колониальным гражданам, содержание медицинского персонала и прочего).
С 1824 года на Алеутских островах начал миссионерскую деятельность Иннокентий (Вениаминов), при котором на Уналашке появился православный храм, и откуда началось крещение алеутов и других племён и народностей Аляски.
В свою очередь тяжёлое экономическое положение Русско-Американской компании послужило весомым аргументом для сторонников продажи колоний США. По договору 30 марта 1867 года Алеутские острова вместе с Аляской, за исключением Берингова и Медного островов, перешли к Соединённым Штатам Америки.
В 1942 году западные острова были захвачены японцами; год спустя их выбил оттуда американо-канадский десант.

## Население
Численность населения островов — 8162 чел. (2000 г.). Населённые пункты — Уналашка (4283 чел., 2000 г.), Адак (300 чел.), Атка (61 чел.), Никольский (Умнак, 39 чел.). Коренное население — алеуты. Плотность населения редкая, многие острова необитаемы. На острове Адак — пункт базирования ВМС и ВВС США. Верующие представлены методистами, католиками, небольшая часть местного населения исповедует православие (приход Церкви Воскресения, Аляскинская епархия).

## Экономика
Основное занятие населения — рыболовство (ловят треску, сайду и палтуса). До закрытия в 1997 году также обслуживалась военная база США.